# Окровавленные губы
Окровавленные губы (фр. Lèvres de sang) — французский вампирский эротический фильм ужасов 1975 года режиссёра Жана Роллена.

## Сюжет
В ходе одной из вечеринок Фредерик увидел фотографию, на которой был запечатлён древний замок. Фотография вызвала в памяти Фредерика далёкие смутные детские воспоминания, касающиеся таинственной девушки в белом, которую он так и не мог догнать. Фредерик решает найти это место, однако вскоре девушку фотографа кто-то убивает, а его самого помещают в психиатрическую лечебницу. Однако на помощь Фредерику приходят две девушки-вампирши, которых он освободил, преследуя девушку в белом. Наконец, выясняется, что девушка в белом также является вампиром.

## В ролях
- Жан-Луп Филипп — Фредерик
- Анни Бель — Дженнифер
- Натали Перри
- Катрин Кастель — вампир
- Мари-Пьер Кастель — вампир
- Клодин Беккари — Клодин

## Производство фильма
На съёмки картины был выделен всего один месяц, при этом, фактически, из него, по вине отказавшихся работать продюсеров, выпала целая неделя. В результате этого Роллену пришлось отказаться от своих некоторых идей, а саму картину несколько упростить.